# 贵安站
贵安站（原称清镇东站、贵安新区站），位于中华人民共和国贵州省贵安新区湖潮乡，是沪昆客运专线和贵阳市域快铁上的高铁站，由成都铁路局管辖。

## 歷史

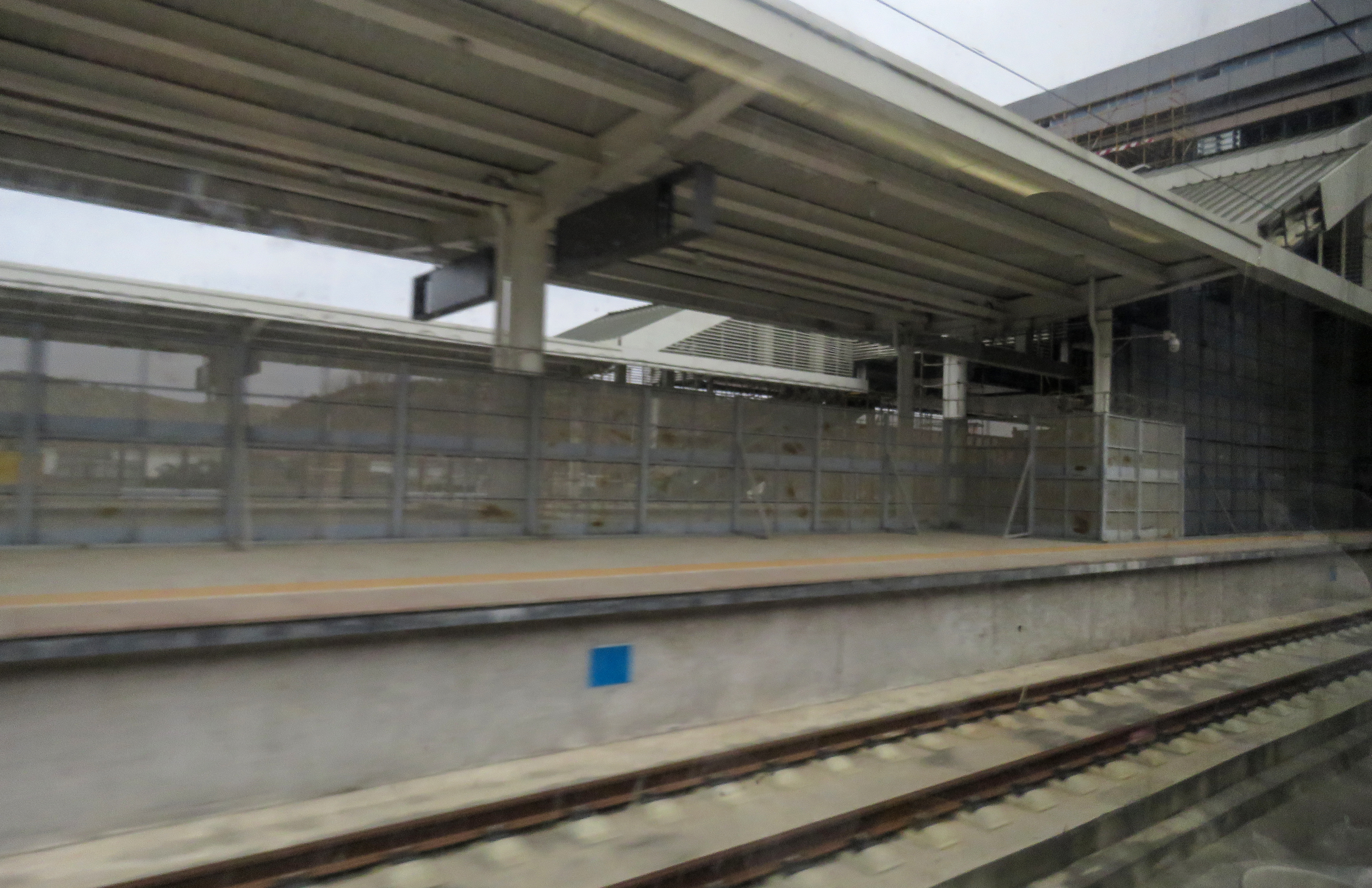
2018年2月，建设中的贵安站站台

沪昆高铁西段（贵阳北至昆明）2016年12月28日开通运营，贵安站在施工初期，首先开通了车站正线线路，确保沪昆西段开通运营，但是途经贵安站高铁由正线通过，暂时不停车。
2022年3月30日，贵安站随贵阳市域环城快铁开通。

## 地铁
经过贵安站的贵阳轨道交通S1线于2024年12月28日开通。

## 外部連結
- 中国铁路客户服务中心（页面存档备份，存于）